# Piotr Casani
Piotr Casani, wł. Pietro Casani, nazywany przez współbraci Piotrem Ubogim, wł. Pietro Povero lub Ojcem Świętym, wł. Padre Santo (ur. 8 września 1572 w Lukce,  zm. 17 października 1647 w Rzymie) – włoski kapłan i pijar (SP) znany jako Piotr od Narodzenia Najświętszej Maryi Panny, błogosławiony Kościoła rzymskokatolickiego.
Urodził się 8 września 1572 roku. Jego rodzicami byli Kacper i Elżbieta Casani. Matka zarządzała domem, ojciec administrował zasobami rodziny. Rodzina jego była zamożna i Piotr był jedynym ich synem.
W 1594 roku w wieku 22 lat wstąpił do Kongregacji Lukańskiej Najświętszej Maryi Panny. Mając 28 lat w 1600 roku został wyświęcony na kapłana w bazylice św. Jana na Lateranie. W 1617 pełnił ważne obowiązki w nowej rodzinie zakonnej: był mistrzem nowicjatu, rektorem domu, prowincjałem, asystentem generalnym, profesorem filozofii i teologii oraz wizytatorem generalnym.
Założył wiele nowych fundacji pijarskich m.in. w Narni, Neapolu i na Sycylii. W roku 1638 udał się na Morawy, gdzie do roku 1641 rozwijał wszechstronną działalność duszpasterską i apostolską. Dla kandydatów do Zakonu założył studium wyższe.
W 1640 przybył do Krakowa i wkrótce ciężko zachorował. Przed śmiercią Piotr Casani ułożył modlitwę i własnoręcznie przepisując ją, rozdawał wokół i polecał odmawiać. Jest to modlitwa o uzdrowienie:
Mocą Drzewa i znaku Krzyża Świętego i przez zasługi Męki Pańskiej, niech Trójca Święta uwolni cię od wszelkiej choroby duszy i ciała. Ty jedyny Boże Ojcze, Synu i Duchu Święty. Jezu Uzdrowicielu z wszelkich niemocy, przez wstawiennictwo Najświętszej Maryi Panny, świętych męczenników Łukasza, Kosmy i Damiana i św. Pantaleona, spraw to o spraw. Amen. Amen.
Zmarł 17 października 1647 roku w Rzymie w domu św. Pantaleona w obecności św. Józefa Kalasantego.
Beatyfikował go Jan Paweł II w dniu 4 czerwca 1995 roku.
Jego wspomnienie liturgiczne w Kościele rzymskokatolickim obchodzone jest 17 października. Polscy pijarzy wspominają błogosławionego 16 października.